# Шалимов, Александр Иванович
Алекса́ндр Ива́нович Шали́мов (30 марта [12 апреля] 1917, Тамбов — 4 февраля 1991, Ленинград) — советский учёный-геолог и писатель-фантаст. Кандидат геолого-минералогических наук, доцент, подполковник. Член Союза писателей СССР (1966).

## Биография и творчество
Отец был бухгалтером, мать - домохозяйкой. В 1934 году окончил школу-девятилетку в Ленинграде.
Выпускник Ленинградского горного института (1940, с отличием, как инженер-геолог). Вспоминал: «В геологию я пришел через научную фантастику. Начитался книг известного русского геолога В. А. Обручева. Знаете, конечно, его книги - “Плутония”, “Земля Санникова”… В последний день забрал документы из Университета и сдал в Горный..." Студентом проходил практику в экспедициях на Тянь-Шане и Памире.
Работал в геологических экспедициях в Средней Азии, на Крайнем Севере, в Карпатах, на Кавказе, в Крыму, участвовал в открытии нескольких месторождений. Участник Великой Отечественной войны, с ее началом был направлен на работу геологом во Владивосток, Душанбе. Награждён двумя медалями «За боевые заслуги». С 1944 года воевал в составе Войска Польского, остался служить там до 1953 года. Преподавал в военных училищах и Военно-технической академии в Варшаве. Награждён пятью орденами ПНР.
Преподавал в Ленинградском Горном институте (1954—1979), в Университете Орьенте на Кубе (1971—1972). Действительный член Географич. об-ва СССР, Об-ва естествоиспытателей, сов. ассоциации историков естествознания и техники. Автор и соавтор более ста научных работ.
Начал печататься как журналист во время войны. В 1954—1963 годах занимался в литобъединении при Доме детской книги под руководством К. Высоковского. Первая литературная публикация — рассказы в ленинградской молодёжной газете «Смена» (1956), очерк «Горящая гора» в журнале «Вокруг света» (1955).
Первая научно-фантастический публикация — рассказ «Ночь у мазара» (1959), написанный ещё перед Великой Отечественной войной. В автобиографии писал: «Своим главным учителем в области научной фантастики считаю И. А. Ефремова, который представляет собою явление уникальнейшее в нашей литературе и науке».
Многие произведения Шалимова, отражая профессиональные интересы автора, посвящены различным загадкам и природным феноменам на Земле.
Редкие и достаточно удачные экскурсы Шалимова в область социальной фантастики представлены повестью-антиутопией «Приобщение к большинству» (1975) и редким в советской литературе 1980-х годов примером научной фантастики о последствиях ядерной войны — повестью «Стена» (1982); герои последней переживают драматический концептуальный переворот, узнав, что их мир после катастрофы — не вся планета, а всего лишь «санитарный анклав», возникший на месте единственной случайно взорванной атомной бомбы.
Возглавлял секцию научно-художественной, приключенческой и научно-фантастической литературы ленинградского отделения Союза писателей. Появлялся в художественно-публицистическом фильме Нели Гульчук «Откровение Ивана Ефремова» (Центрнаучфильм, 1990).
Высказывался: "Борьба за сохранение Человека разумного и земной цивилизации стали лейтмотивами всего, что написано..."

## Сборники
- Тайна Гремящей расщелины — серия «Библиотека приключений и научной фантастики», Ленинград, 1962 год.
- Когда молчат экраны — серия «Библиотека приключений и научной фантастики», Ленинград, 1965 год.
- Тайна Тускароры (1967)
- Охотники за динозаврами (1968)
- Цена бессмертия — серия «Библиотека приключений и научной фантастики», Ленинград, 1970 год.
- Странный мир (1972)
- Окно в бесконечность (1980)
- Возвращение последнего атланта (1983)
- Тайна атолла Мауи — серия «Библиотека приключений и научной фантастики», Ленинград, 1986 год.
- Эстафета разума (1989)
- Охотники за динозаврами (2002)